# 5678 DuBridge
5678 DuBridge è un asteroide della fascia principale del diametro medio di circa 30,6 km. Scoperto nel 1989, presenta un'orbita caratterizzata da un semiasse maggiore pari a 2,7307301 UA e da un'eccentricità di 0,2727136, inclinata di 34,10249° rispetto all'eclittica.
L'asteroide è dedicato al fisico nucleare statunitense Lee Alvin Du Bridge.